# Matthias Jessen (Politiker, 1641)
Matthias Jessen (* 21. November 1641 in Großenwiehe; † 7. März 1712 in Altona) war ein Präsident von Altona.

## Leben und Wirken
Matthias Jessen war der Sohn von Johannes Andreas Jessen und dessen Gattin Margarethe, geborene Lange. Der Vater von Margarethe Jessen arbeitete als Kaufmann in Flensburg. Johannes Andreas Jessen war Pastor in Großenwiehe. Matthias Jessen hatte einen jüngeren Bruder, Thomas Balthasar von Jessen. Beide besuchten das Alte Gymnasium in Flensburg. Anschließend studierte Matthias Jessen ab 1662 Theologie und orientalische Sprachen an der Universität Rostock und der Universität Helmstedt. Nach Abschluss des Studiums arbeitete Jessen für vier Jahre als Hofmeister auf Gut Rundhof von Hans von Rumohr. In dieser Zeit übernahm er die Erziehung von Rumohrs Sohn Henning. 1670 nahm er ein Jurastudium an der Universität Jena auf und schloss dieses 1673 mit einem Doktortitel ab. Anschließend arbeitete er als Hofgerichtsadvokat und verfasste juristische Schriften.
1680 folgte Jessen auf Rudolf Roland als Oberpräsident von Altona. Jessen erhielt das Amt vermutlich auf Vermittlung seines Bruders Thomas Balthasar von Jessen, der in einflussreicher Position an der Deutschen Kanzlei in Kopenhagen als Senatssekretär arbeitete und als Präsident dem Magistratsrat vorsaß. Matthias Jessen übte das Amt bis 1712 aus. Während seiner Amtszeit entwickelte sich Altona rasant. Im Zeitraum von 1664 bis 1710 vervierfachte sich die Zahl der Einwohner vom 3000 auf 12.000 Personen, was mit regen Bautätigkeiten einherging. Neben dem Neubau des Turms der späteren Hauptkirche St. Trinitatis erhielt Altona 1688 ein neues Rathaus. Bei der Besetzung Altonas durch schwedische Truppen während des Großen Nordischen Kriegs konnte Jessen die Brandschatzung von ursprünglich geforderten 50.000 Reichstalern auf 30.000 Reichstaler reduzieren. Jessen hatte die Vollmacht des Königs, im Falle von Streitigkeiten mit der Stadt Hamburg zu verhandeln. An den Auseinandersetzungen um die Ansprüche des Königs auf Schleswig-Holstein-Gottorf, die von 1687 bis 1689 im Altonaer Rathaus geführt wurden, war Jessen nicht wesentlich beteiligt.
Eine mit den Pfälzischen Erbfolgekriegen verbundene Seeblockade ließ die Handelsgeschäfte in Altona florieren. Gemeinsam mit seinem Bruder bürgerte Matthias Jessen auswärtige Kaufleute in Altona ein. Die teilweise gegen hohe Bezahlung vorgenommenen Einbürgerungen ermöglichten es den Händlern, mit dänischen Seepässen Geschäfte unter dänischer Flagge abzuwickeln. 
Die Verwaltung und das Justizwesen Altonas unter Matthias Jessens Ägide galt als korrupt, unregelmäßig und eigennützig. 1703 untersuchte eine Kommission im Auftrag des dänischen Königs die Zustände in der Herrschaft Pinneberg und kam zu dem Schluss, dass die Missstände im gesamten Herrschaftsgebiet verbreitet, in Altona jedoch besonders groß waren. Wohl aus diesem Grund folgte auf Matthias Jessen ab 1712 nicht dessen ältester Sohn Johann Christian, der seit 1703 als Vizepräsident in Altona tätig war und über eine königliche Exspektanz verfügte, sondern Claus Claussen.
Seit 1950 erinnert die Jessenstraße in Altona-Altstadt an Matthias Jessen und den gleichnamigen Sohn.

## Familie
Matthias Jessen war seit 1673 mit Eva Chemnitz (um 1642–1703) verheiratet. Eva Chemnitz war eine Tochter von Christian Chemnitz und die Witwe des Intendanten D. Johann Friedrich Gerhard aus Eisenberg. Das Ehepaar hatte sechs Kinder, darunter Matthias Jessen, der 1732 bis 1736 ebenfalls das Präsidentenamt in Altona innehatte.